# Dorfkirche Friedrichsfelde
Die evangelische Dorfkirche Friedrichsfelde (bzw. ihr Vorgängerbau) ist einer der ältesten Kirchenbauten des Berliner Bezirks Lichtenberg und eines von vier Gotteshäusern der Paul-Gerhardt-Kirchengemeinde Lichtenberg. Sie entstand anstelle einer ersten Dorfkirche aus der zweiten Hälfte des 13. Jahrhunderts. Nach starken Zerstörungen im Zweiten Weltkrieg wurde sie 1951/1952 vereinfacht wiederaufgebaut und steht seit den 1980er Jahren unter Denkmalschutz.

## Lage
Das Kirchengebäude befindet sich an der Alfred-Kowalke-Straße Ecke Am Tierpark auf dem denkmalgeschützten Dorfanger im historischen Ortskern von Friedrichsfelde. Sie steht nicht in der eigentlichen Bauachse, weil das erste und das spätere zweite Gotteshaus leicht versetzt nebeneinander errichtet wurden. Erst später trugen Bauleute das alte Haus ab.

## Geschichte

### Erstes Kirchengebäude

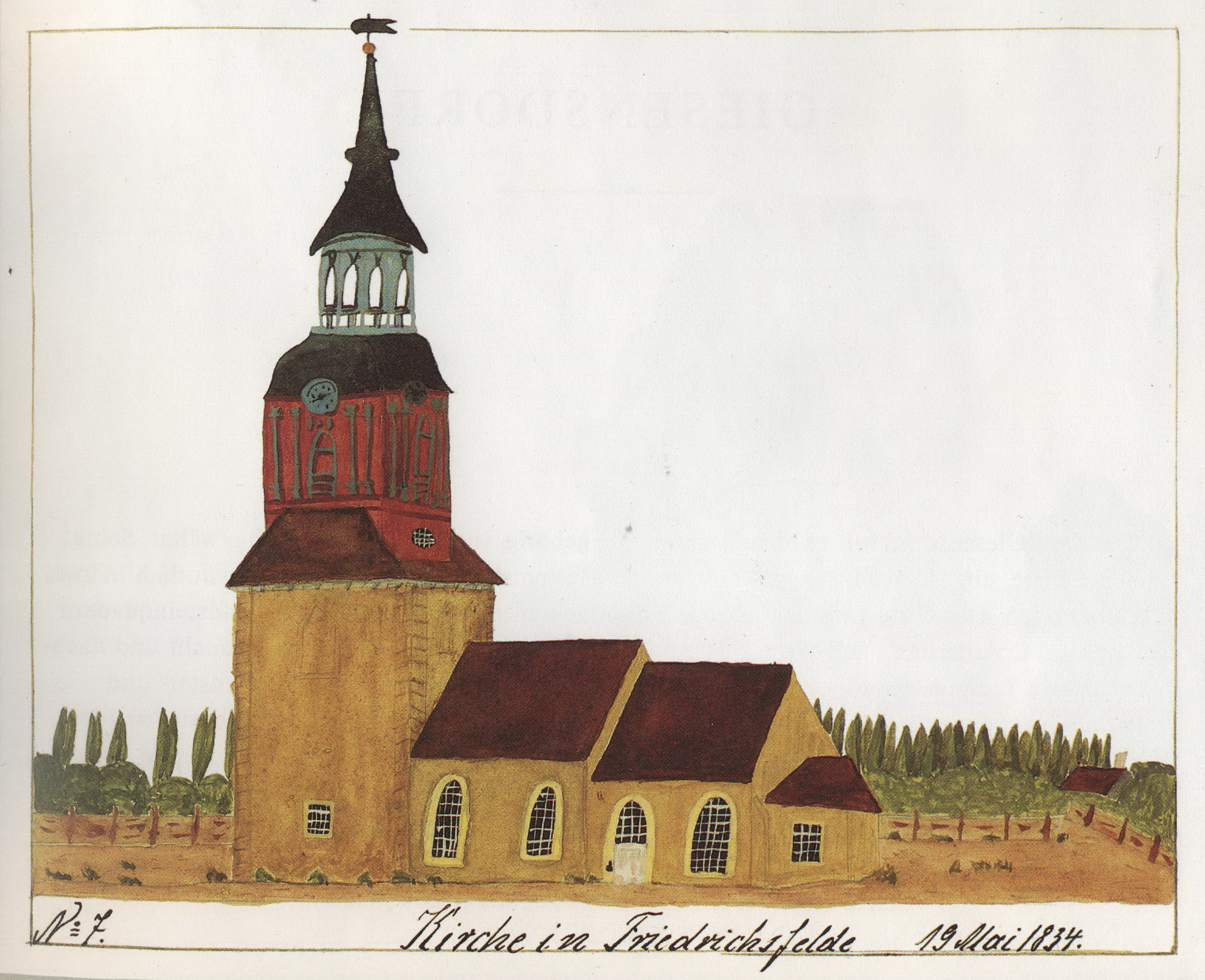
Dorfkirche Friedrichsfelde auf einer aquarellierten Zeichnung von Heinrich Wohler aus dem Jahr 1834

Niederdeutsche Siedler gründeten das Dorf Rosenfelde um 1230 und errichteten in seinem Zentrum eine Kirche aus gequadertem Feldsteinmauerwerk mit schiffsbreitem Westturm, Langhaus und eingezogenem Chor. Anders als von Kurt Pomplun dargestellt, es sei eine „vollständige Anlage“ gewesen, hatte die Kirche keine halbrunde Apsis, denn der östliche Anbau trug kein Kegeldach, sondern ein Satteldach. Der Chor erhielt bald einen frühgotischen Blendengiebel aus Backstein.
Dorf und Kirche wurden am 2. April 1265 erstmals urkundlich erwähnt. Die mittelalterliche Kirche wurde zwischen 1718 und 1728 durch den Hofbaumeister Martin Heinrich Böhme wesentlich erweitert und im Barockstil umgestaltet. Der Turm erhielt 1723 einen Verputz mit Ecklisenen sowie einen neuartigen Aufbau mit Laterne. Das Innere der Kirche wurde einschließlich des Altars und der Kanzel farbig ausgemalt. Ende der 1770er Jahre erfolgte ein weiterer barocker Umbau des Gebäudes: die Fenster wurden vergrößert, die Chöre erweitert und das Gotteshaus erhielt eine Orgel von Ernst Julius Marx.

### Zweites Kirchengebäude

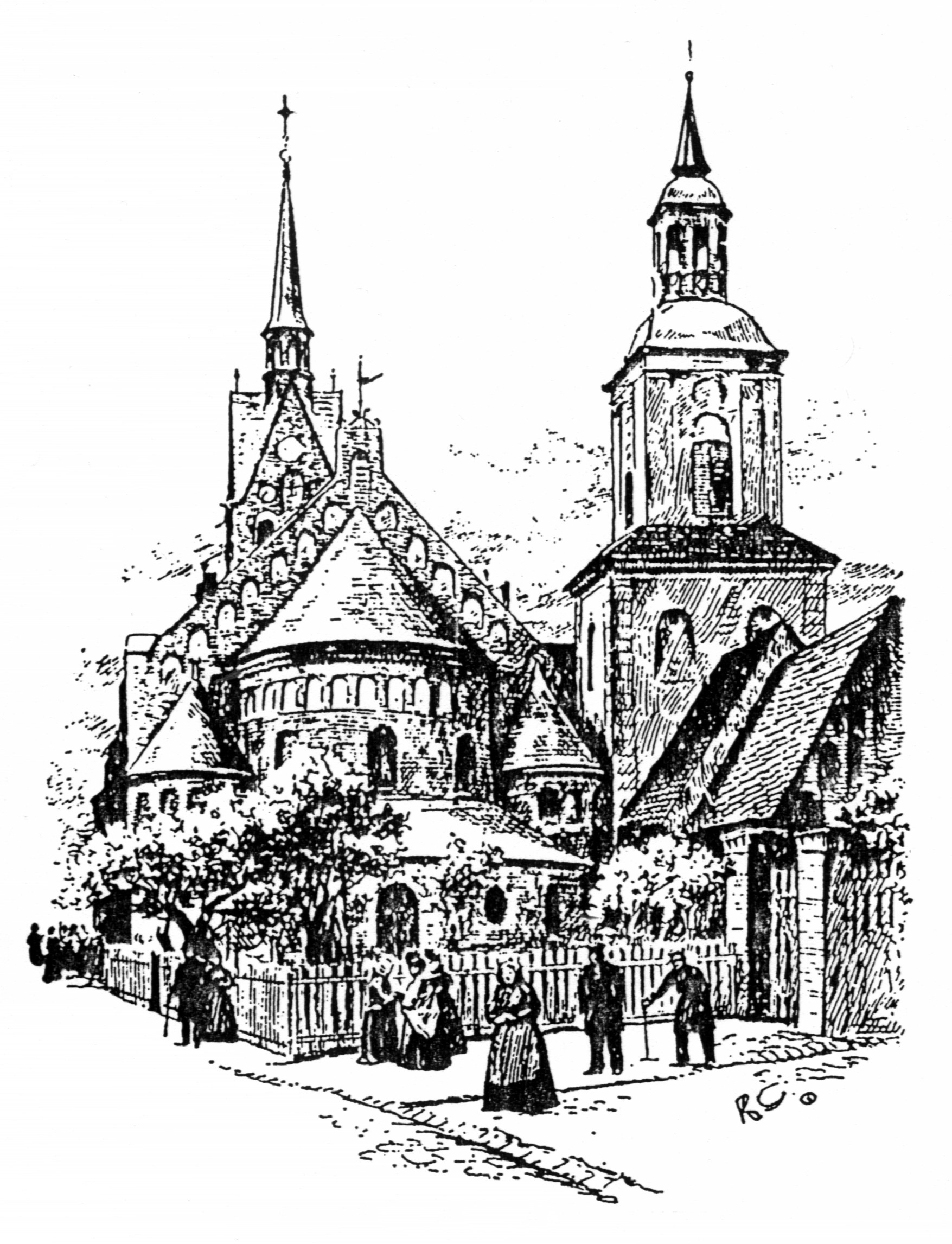
Zeichnung aus dem Jahr 1890 von R. Cossmann, beide Kirchenbauten zeigend:
rechts die alte, links die neue Kirche

Weil die Kirche für die zunehmende Anzahl an Gemeindemitgliedern bald zu klein wurde, beschloss der Gemeindekirchenrat einen Neubau, der von 1887 bis 1890 unmittelbar neben der Südseite der alten Kirche errichtet wurde. Das neue Kirchengebäude wurde im neoromanischen Stil, einer Variante des seinerzeitigen Zeitstils des Historismus, gebaut. Es erhielt einen schlanken, hoch aufstrebenden Turm mit drei bronzenen Glocken und eine dreigeschossige Apsis als Ostschluss. Der Bau war reichhaltig mit Zierblenden geschmückt, er kostete insgesamt 103.505 Mark (kaufkraftbereinigt in heutiger Währung: rund 850.000 Euro), wovon die Gemeinde samt weiterer Ausstattung wie Glocken, Orgel, Beleuchtung rund 34.000 Mark selbst aufbrachte. Eigens für die beiden Kirchen wurde die Straßenführung so geändert, dass der Anger hier nicht mehr zwischen zwei Straßenbereichen lag; die damalige Wilhelmstraße wurde verschwenkt.
Nach der Vollendung und Einweihung der neuen (zweiten) Kirche 1890 wurde das erste Gebäude erst 1891 abgetragen. So waren beide Bauten ein Jahr lang dicht nebeneinander zu bewundern und dienten Malern und Fotografen als interessantes Motiv. Der hochbarocke Kanzelaltar der früheren Kirche ging 1890 als Geschenk der Gemeinde nach Petershagen, zur Ausstattung der dortigen Dorfkirche. Die Orgel kam in das benachbarte Eggersdorf.
Ein gesondertes Gemeindehaus, einige Meter weiter nördlich gelegen, vervollständigte bald das Kirchenensemble. Darin befindet sich seit den 2020er Jahren die Diakoniestation Friedrichsfelde.
Im Dezember 1943 beschädigte eine Luftmine bei einem alliierten Luftangriff die Kirche stark. Im April 1945 beschossen deutsche Tiefflieger das Gebäude, das nun ausbrannte und nicht mehr zu betreten war. Die beiden schweren Gussstahlglocken stürzten auf den Boden und zersprangen.
Auch Pfarrhaus und Gemeindehaus wurden durch Brände und Bombentreffer stark geschädigt. Eine Informationstafel in der Kirche zeigt eine frühere Ansicht der Kirche und Fotos der Zerstörungen. Die ersten Gottesdienste nach dem Ende des Zweiten Weltkriegs fanden in dem notdürftig reparierten Gemeindehaus statt.

### Wiederaufbau des zweiten Gotteshauses
Die Kriegsruine stand noch bis 1950. Als die Kirchengemeinde schließlich etwas Geld aufgetrieben hatte, erhielt der Berliner Architekt Herbert Erbs den Auftrag für einen vereinfachten Wiederaufbau. Aus den alten Langhauswänden sowie zahlreichen Balken und Backsteinen entstand schließlich der verputzte und in der Länge verkürzte Bau mit einem rundbogigen Stufenportal und einfachen Rundbogenfenstern. Es ist ein rechteckiger Saalbau mit Sakristeianbau und quadratischem Dachturm. Der Bau wirkt sehr schlicht. Aufgrund verwaltungstechnischer Vorschriften musste beim Wiederaufbau die zur damaligen Schloßstraße (seit 1961: Am Tierpark) zeigende Altarwand um rund zwölf Meter zurückgesetzt werden. Im Kirchenschiff hängen die Originalzeichnungen des Architekten, die die erhaltenen Gebäudeteile zeigen und die baulichen Veränderungen; insbesondere wurden die Fenster verkleinert und der Turm vereinfacht.
Im März 1951 konnte Richtfest gefeiert werden. Am 26. August erfolgte für die drei von Schilling & Lattermann aus Morgenröthe-Rautenkranz im Jahr 1951 neu gegossenen Eisenglocken die Glockenweihe. Zum 1. Advent 1952 wurde der Gottesdienst zur Kirchweihe gehalten.
In den Jahren 1988 und 2000 erfolgte eine grundlegende Instandsetzung und Sanierung des Pfarrhauses und des Kirchengebäudes, das dabei neuen Außenputz erhielt. Die Kirche und das Pfarrhaus stehen unter Denkmalschutz.

## Architektur

### Außen
Der mittelalterliche Kirchenbau war zunächst eine Saalkirche mit verputztem Mauerwerk, im Jahr 1723 kam ein massiver Westturm hinzu. Auf der Turmhaube erhob sich eine offene Laterne mit einem kleinen Spitztürmchen darüber.
Das Ende des 19. Jahrhunderts errichtete zweite Kirchengebäude wurde vom Architekten im neuromanischen Baustil geplant. Eine dreigeschossige Apsis gliederte den Ostschluss mit Ziergiebel. Die heutige Ost-West-Länge des Kirchengebäudes beträgt rund 26 m, die Breite rund 17 m.
Der Westturm mit sechseckiger verkupferter Spitzhaube dominiert die Eingangsseite des Gotteshauses. Der Turm hat eine Höhe von 39 m und einen quadratischen Grundriss von 6 m × 6 m.
Beim Wiederaufbau in den 1950er Jahren musste der neu zu errichtende Turm wegen der geforderten Baukörperverkürzung in das Kirchenhauptschiff integriert werden. Die runden Treppentürmchen und Fenster verschwanden daher aus der Außenansicht.
Über der Glockenstube mit paarweisen Schallöffnungen in alle vier Himmelsrichtungen befindet sich die Kirchturmuhr mit quadratischen Zifferblättern.
Mehrere vor den Kriegszerstörungen vorhandene Fensteröffnungen wurden beim Wiederaufbau des Turmes zugemauert, weswegen jetzt nur drei übereinander angeordnete schmale hochformatige Fenster etwas Tageslicht in den Treppenaufgang hereinlassen.
Eine mit Schmiedeeisen beschlagene Holztür im Unterbau des Turmes bildet das Kirchenhauptportal. Beiderseits daneben sind zwei kleinere aber ebenfalls rundbogige Zugänge mit angepassten Holztüren vorhanden, die zur Empore und in den Turm führen.

### Inneres

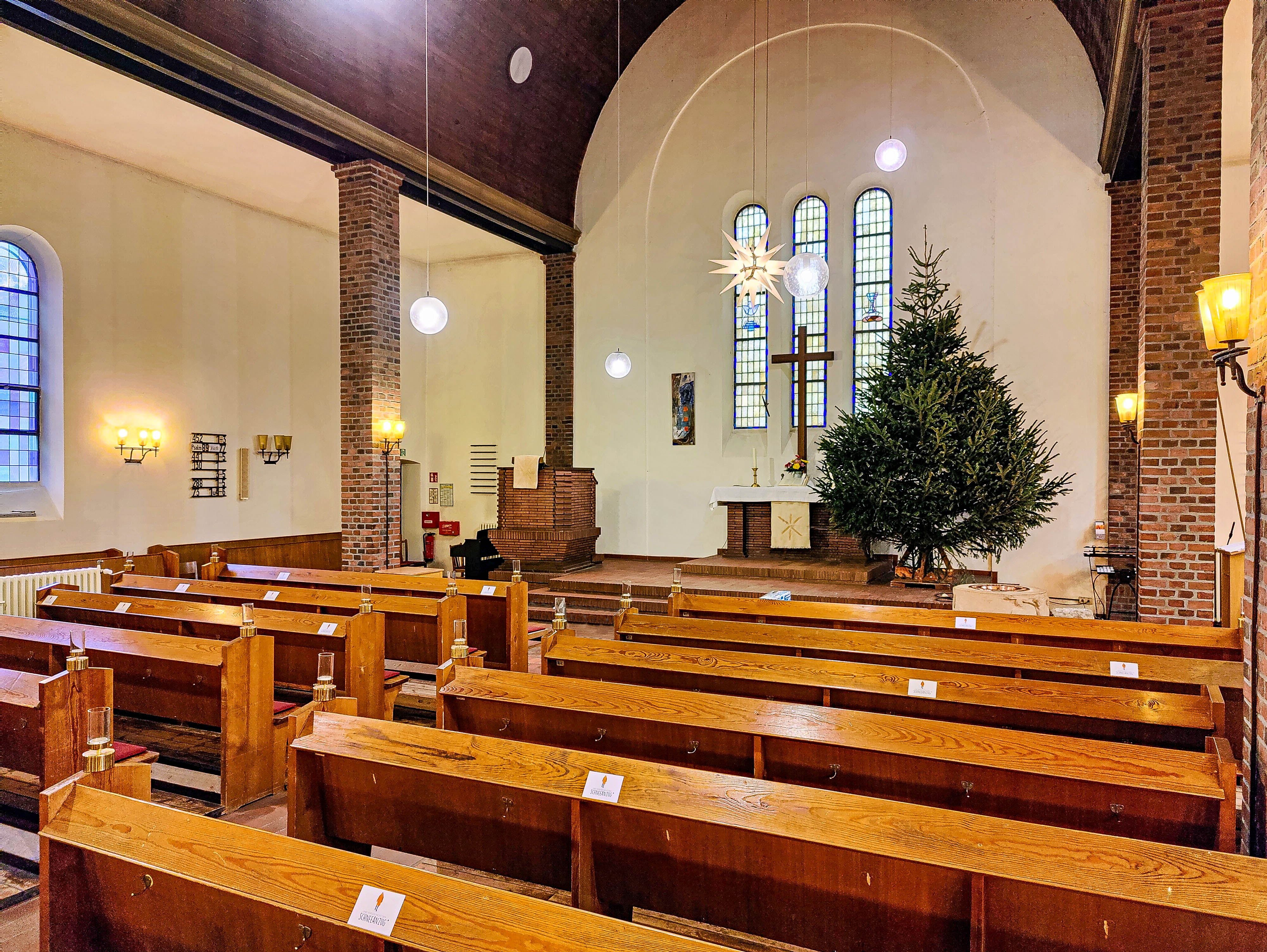
Innenraum, 2023

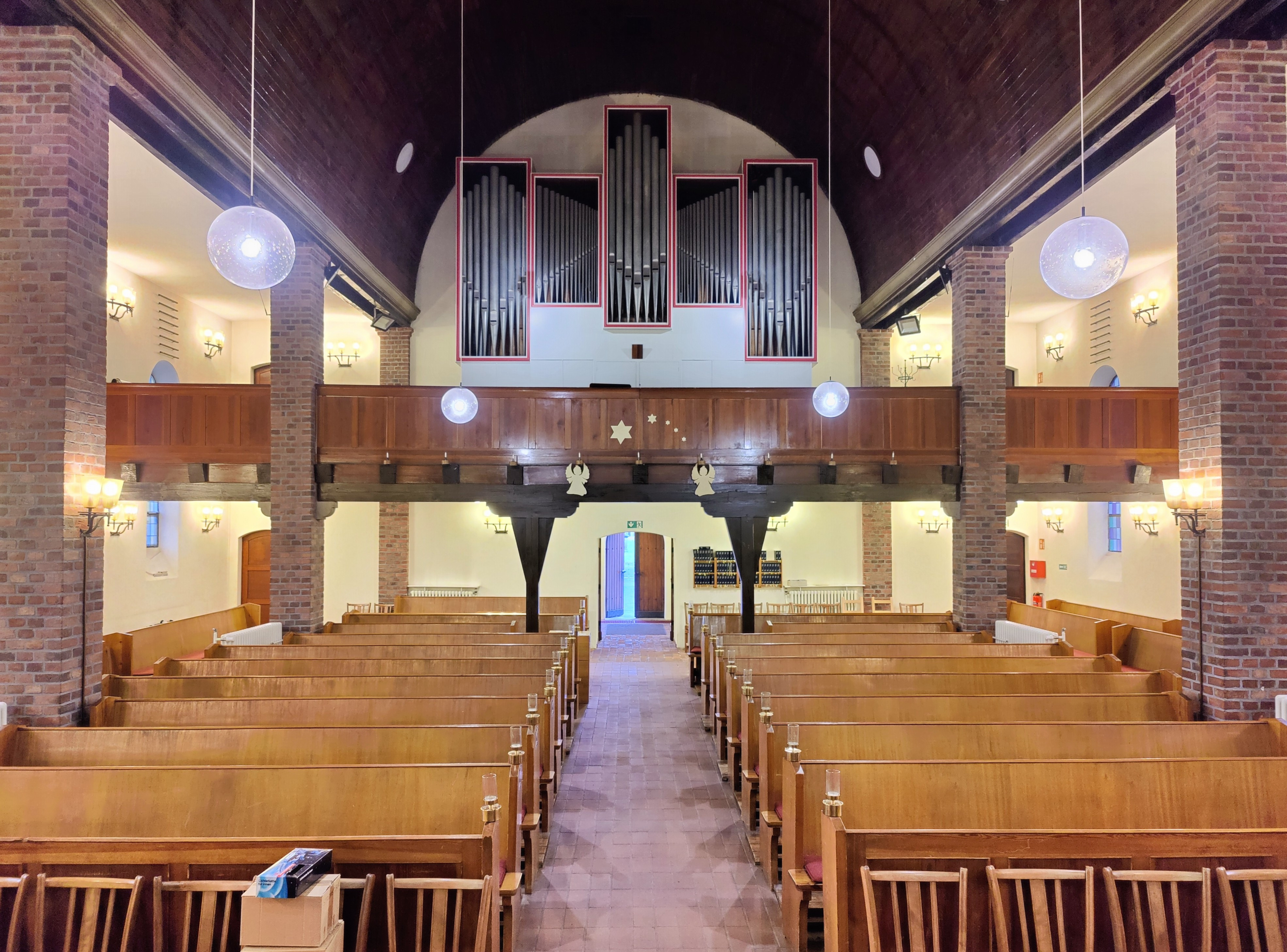
Blick zur Orgelempore

Das Tonnengewölbe des Kirchenhauptschiffes ist relativ schmucklos und mit dunklen Hölzern verkleidet. Die Backsteinpfeiler gliedern das Kirchenschiff in ein Hauptschiff und zwei Seitenschiffe.
Eine Westempore trägt die Orgel und bietet einige zusätzliche Sitzplätze.

## Ausstattung

### Kirchenhauptraum
Auf der Empore steht eine Orgel aus der Werkstatt von Alexander Schuke mit 1380 Pfeifen, 19 Registern, zwei Manualen und einem Pedal. Die Orgel wurde 1955 nach dem Wiederaufbau installiert. Im Laufe der folgenden Jahre waren große Teile durch eindringende Feuchtigkeit wegen des undichten Kirchendachs unbrauchbar geworden. In Handarbeit und mit Hilfe einer Spende der Verkehrsbau Union konnte die Orgel von 1999 bis 2000 restauriert werden.
Das Gestühl ist symmetrisch im Raum angeordnet, ein breiter Mittelgang führt vom Eingang direkt zum Altarbereich.

### Chorraum
Ein einfacher Altar mit Pult und modernem Taufstein bilden die wesentliche Ausstattung des Chorraumes.
Aus der ersten Dorfkirche sind der silberne Abendmahlskelch und die Patene mit eingravierten Wappen erhalten geblieben und werden gelegentlich in Gottesdiensten benutzt.

### Orgel
Ob es anfangs schon eine Orgel gab, ist nicht überliefert. Das auf der Empore installierte Schleifladen-Instrument mit mechanischer Spiel- und Registertraktur wurde 1956 in der Potsdamer Werkstatt von Alexander Schuke gebaut. Es hat zwei Manuale und Pedal und 19 Register in folgender Disposition:

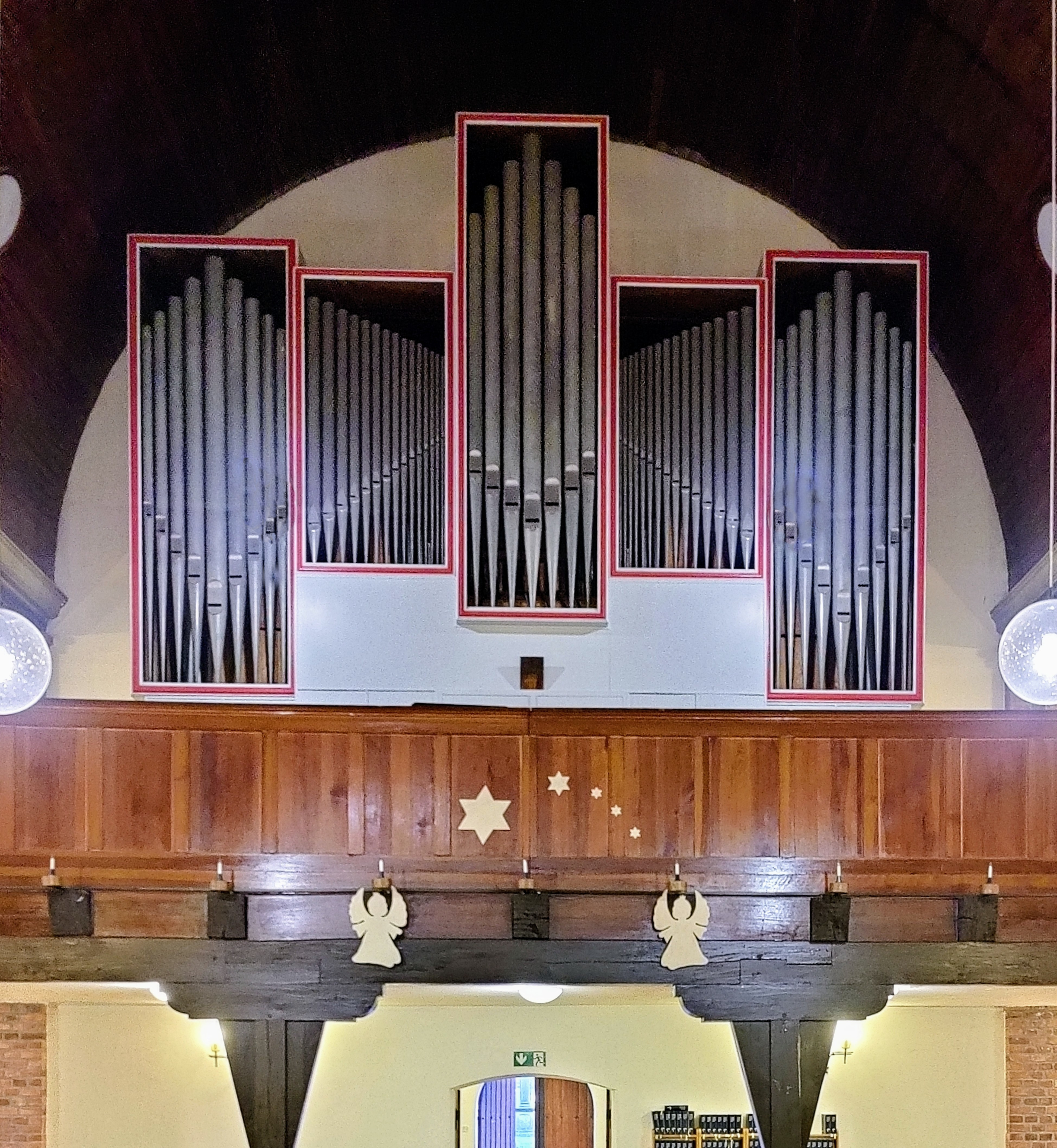
Orgelprospekt auf der Empore

| I Hauptwerk C–g3 |    |
| Prinzipal        | 8′ |
| Gedackt          | 8′ |
| Oktave           | 4′ |
| Koppelflöte      | 4′ |
| Oktave           | 2′ |
| Mixtur III–V     |    |

| II Oberwerk C–g3 |       |
| Rohrflöte        | 8′    |
| Quintadena       | 8′    |
| Ital. Principal  | 4′    |
| Waldflöte        | 2′    |
| Quinte           | 1 ⁄3′ |
| Sesquialtera II  |       |
| Scharf III       |       |
| Krummhorn        | 8′    |
| Tremulant        |       |

| Pedal C–f1 |     |
| Subbass    | 16′ |
| Oktave     | 08′ |
| Oktave     | 04′ |
| Mixtur IV  |     |
| Posaune    | 16′ |

- Koppeln: II/I, I/P, II/P

### Glocken
Bereits der erste Kirchbau besaß mindestens zwei Glocken, über die jedoch keine Details bekannt sind.

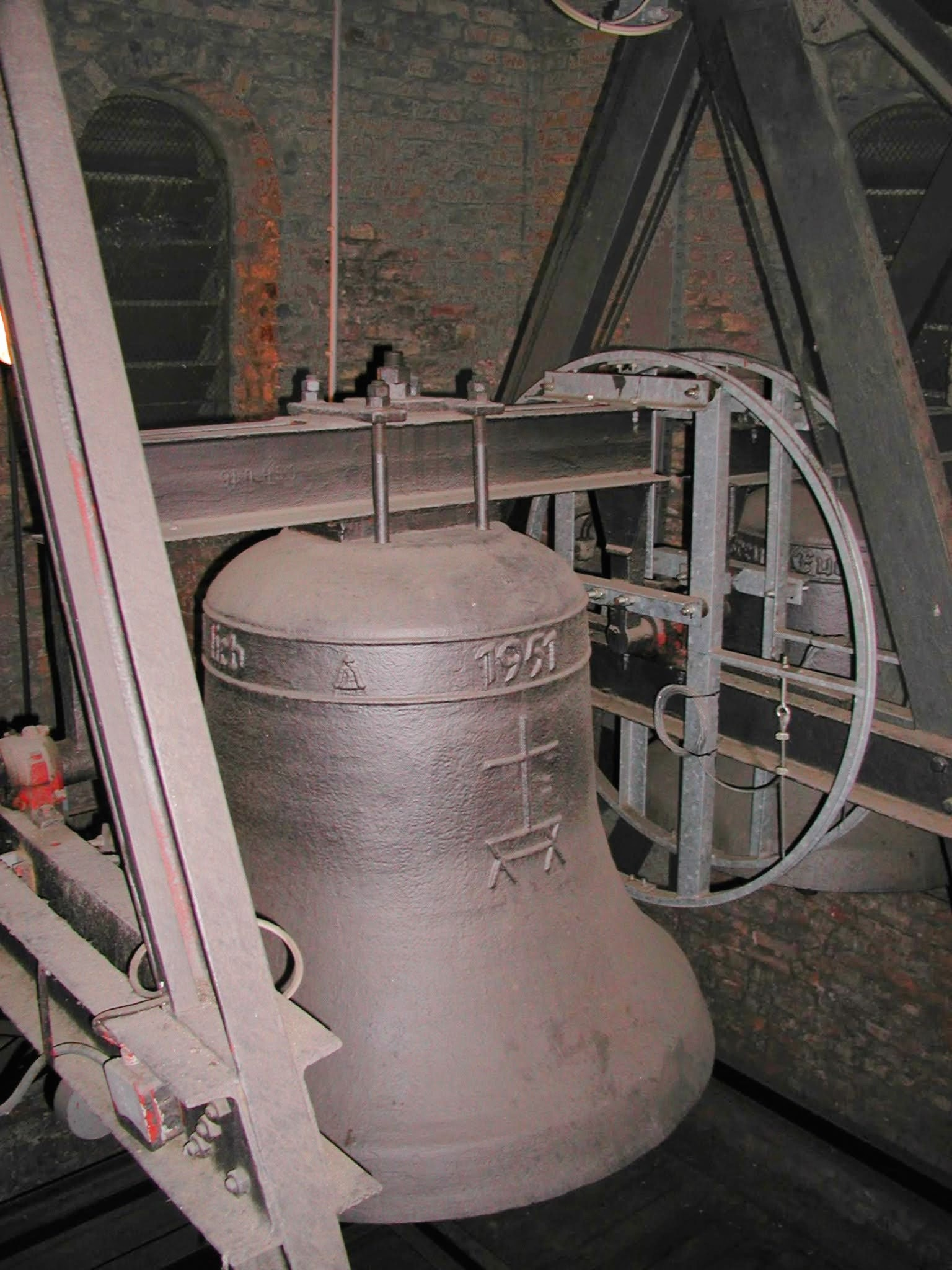
Ansicht der großen Glocke und der mittelgroßen (rechts außen)

Das zweite Gotteshaus erhielt ein dreistimmiges Geläut aus Bronzeglocken, die Gustav Collier aus Zehlendorf gegossen hatte. Die Glockenkörper hatten am unteren Rand die Durchmesser 1120 mm, 870 mm und 700 mm.
Die zwei größten mussten im Ersten Weltkrieg als Metallspende des deutschen Volkes zu Rüstungszwecken abgeliefert werden.
In den 1920er Jahren sorgte die Kirchengemeinde für den Guss neuer Glocken, diesmal aus Gussstahl. Die zwei schweren Glocken stürzten, wie oben dargestellt, nach einem Luftangriff auf das Gebäude herab und zersprangen.
Nach dem Wiederaufbau fehlten zunächst Glocken im Turm. So kam es gerade recht, dass die Gießerei Schilling & Lattermann für den 3. Deutschen Evangelischen Kirchentag in Berlin (Veranstaltungsort: Olympiagelände) drei Eisenhartgussglocken neu hergestellt hatte. Nach dem Treff der deutschen Christen erwarb die Friedrichsfelder Kirchengemeinde dieses Geläut und ließ es im Turm einbauen. Die Feier zur Glockenweihe war am 26. August 1951.
| Nr. | Durchmesser | Gewicht | Schlagton | Inschrift                                           |
| --- | ----------- | ------- | --------- | --------------------------------------------------- |
| 1   | 1260 mm     | 910 kg  | g'        | Der Vater hat euch lieb (Johannes 16,27 )           |
| 2   | 1090 mm     | 680 kg  | a'        | Freut euch in dem Herrn alle Wege (Joel 2,23 )      |
| 3   | 0980 mm     | 435 kg  | h'        | Seid fleißig zu halten die Einigkeit (Epheser 4,3 ) |

Die kleine und die große Glocke werden neben ihrem rein gottesdienstlichem Zweck für den Viertelstunden- und Stundenschlag der Kirchturmuhr genutzt.
Auf der Glockenzier befinden sich Reliefs mit unterschiedlichen Kreuz- und Jesusdarstellungen.
Das Läuten wird elektronisch gesteuert und ist durch eine Läuteordnung festgelegt.

## Archäologische Funde
Wegen einer Verbreiterung der Straße Am Tierpark zur Verbesserung des Straßenbahnverkehrs fand im Jahr 2010 an der Dorfkirche auf dem Areal des ehemaligen Kirchfriedhofs eine großflächige archäologische Rettungsgrabung statt. Kurz zuvor wurde mittels Bodenradar die einstige Grundfläche der mittelalterlichen Dorfkirche ermittelt. Von dem ursprünglich neoromanischen Kirchenneubau von 1887 bis 1890 waren für die Dokumentation noch große Teile des halbrunden Umgangschors im Boden erhalten.
Am 21. Juni 2010 fanden die Archäologen die Gründungskassette, die 1887 als Zeitkapsel unter dem Altar platziert worden war. Wegen der vereinfachten und verkürzten Wiederherstellung des Kirchengebäudes nach dem Zweiten Weltkrieg befand sich die verlötete Kupferkassette nun außerhalb des Gebäudes. Sie wurde fachgerecht geöffnet und enthielt die Friedrichsfelder Zeitung und die Preußische Zeitung vom 13. Oktober 1887, einen Eisenbahnfahrplan vom 1. Oktober 1887, ein Heftchen über die Sonnenfinsternis vom 19. August 1887 sowie Satzungen und Statute des Gesangsvereins, der Ortskrankenkasse und des Bürgervereins mit den Namen der Mitglieder sowie das Programm und die Urkunde zur Grundsteinlegung.

## Pfarrhaus

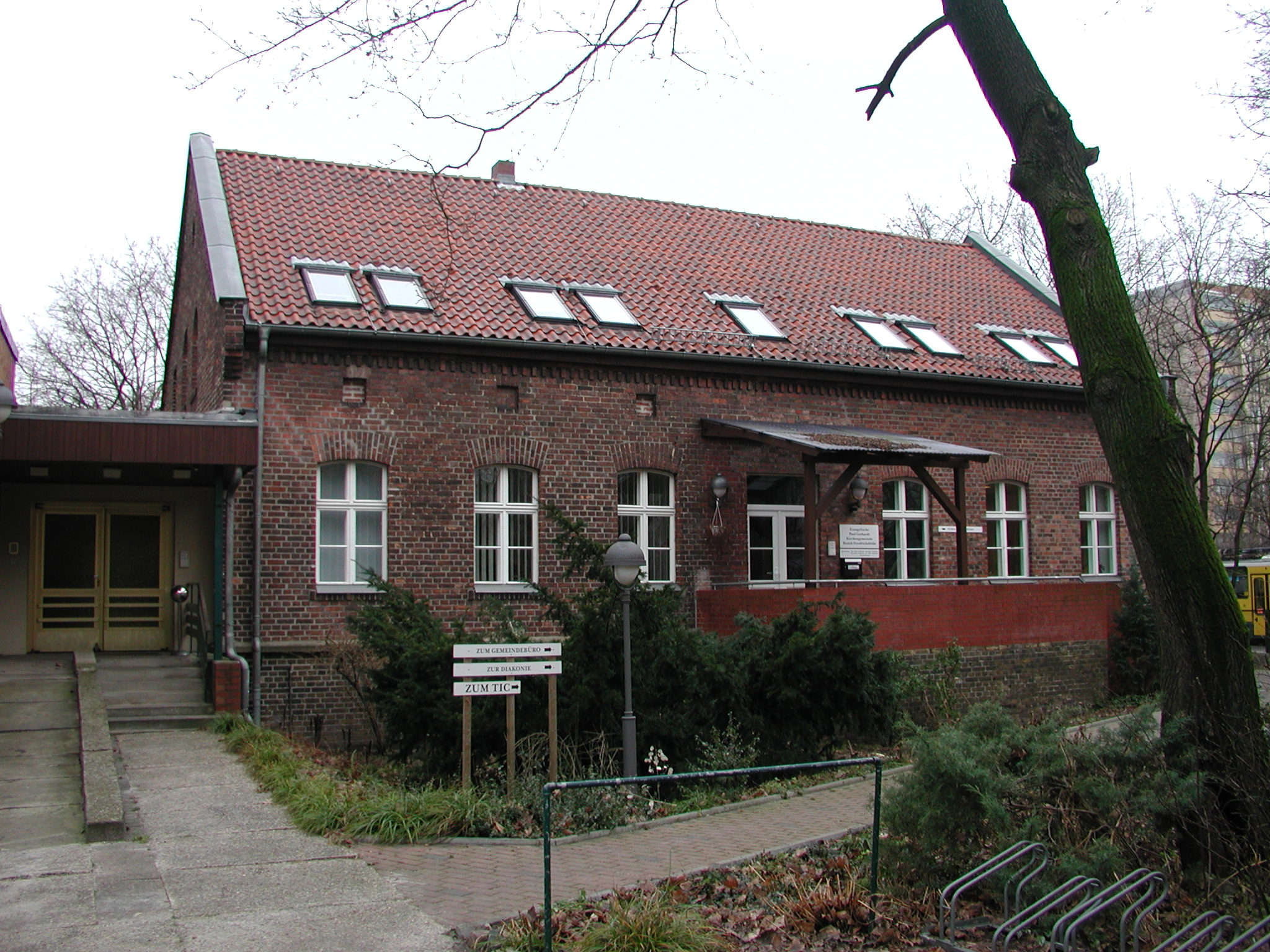
Pfarrhaus im Jahr 2008

Auf dem Areal des Pfarrgartens wurde von 1860 bis 1875 ein Pfarrhaus (siebenachsig und mit Satteldach) aus Backsteinen gebaut. Zwischen 1979 und 1983 wurde das Gebäude unter Leitung des Architekten Joachim Ludewig um- und ausgebaut.

## Zusammenschluss und Gemeindearbeit
Im Jahr 2001 schlossen sich vier evangelische Gemeinden des Bezirks Lichtenberg zur Paul-Gerhardt-Gemeinde zusammen: Friedrichsfelde, Karlshorst (Zur frohen Botschaft), Nöldnerstraße (Erlöserkirche) und Eitelstraße (Zur Barmherzigkeit), wodurch mit drei Pfarrstellen vier vormals eigenständige Kirchengemeinden betreut werden können. Einzelne Arbeitsbereiche wie die Jugendarbeit werden gemeinsam betrieben, an den bisherigen Standorten gibt es jedoch auch weiter gesonderte Gottesdienste und Veranstaltungen.
Zur Gemeinde gehören die beiden Friedhöfe Alter Friedhof Friedrichsfelde (Marzahner Chaussee 20) und Evangelischer Friedhof Friedrichsfelde II (Robert-Siewert-Straße 57) mit jeweils einer eigenen Friedhofskapelle.

## Pfarrer (Auswahl)
- 1539: Matthias Gelewinter. Erster evangelischer Pfarrer mit Einführung der Reformation in der Mark Brandenburg; bis 1945 hatte er 18 Nachfolger.[12] Nach anderer Quelle hieß er Martin Golewinder.[13]
- um 1699: Samuel Donner (Verkündung der Namensänderung von Rosenfelde in Friedrichsfelde am 25. Januar 1699)[14]
- 1735–1760: Georg Friedrich Weitzmann[3]
- 1878–um 1900: Karl Hermann Kramm[15]
- um 1925: Gotthold Maerten[16]
- 1940–1962: Arno Schulz[3]
- 1978–1989: Gottfried Gartenschläger[17]
- 1991–2010: Martin Kind[18]
- seit 6. Dezember 2019: Bernhard Gutsche[19]